# 5284 Orsilocus
5284 Orsilocus è un asteroide troiano di Giove del campo greco. Scoperto nel 1989, presenta un'orbita caratterizzata da un semiasse maggiore pari a 5,2258500 UA e da un'eccentricità di 0,0826613, inclinata di 20,22455° rispetto all'eclittica.
L'asteroide è dedicato a Orsiloco, guerriero acheo ucciso da Enea.